# Stomphastis aphrocyma
Stomphastis aphrocyma är en fjärilsart som först beskrevs av Edward Meyrick 1918.  Stomphastis aphrocyma ingår i släktet Stomphastis och familjen styltmalar.
Artens utbredningsområde är Zimbabwe. Inga underarter finns listade i Catalogue of Life.